# آي تربل إي 802.8
كان على المجموعة الاستشارية الفنية للألياف الضوئية المعروفة بمجموعة العمل آي تربل إي 802.8 إنشاء معيار شبكة محلية لوسائط الألياف الضوئية المستخدمة في شبكات الحاسوب التي تستخدم المرور الرمزي كوسيلة لتنظيم حركة مرور الإشارات مثل الواجهة البينية للبيانات الموزعة بالألياف (FDDI). كان هذا جزءًا من مجموعة معايير آي تربل إي 802.
مع ذلك حُلت مجموعة العمل ولم تعد جزءًا من معايير معهد مهندسي الكهرباء والإلكترونيات.